# J.M.A. Biesheuvelprijs
De J.M.A. Biesheuvelprijs is een literaire prijs die sinds 2015 jaarlijks en vanaf 2023 tweejaarlijks wordt uitgereikt aan de auteur van de beste korteverhalenbundel in de Nederlandse taal. De prijs is vernoemd naar de schrijver Maarten Biesheuvel. In het Radio 1-programma Nooit meer slapen werd de auteur door Anton de Goede geïnterviewd over de oprichting van de prijs.
De initiatiefnemers van de prijs zijn redacteur Irwan Droog, literair criticus en columnist van NRC Handelsblad en biograaf van Geert van Oorschot Arjen Fortuin, directeur van de Stichting Literaire Activiteiten Amsterdam Daphne de Heer, producent en redacteur Esther Kuijper, schrijfster Roos van Rijswijk en redacteur en boekverkoper Edith Vroon. De jury verschilt per editie. In 2025 bestond de jury uit hoogleraar en letterkundige Yra van Dijk, recensent en journalist Janita Monna, dichter en boekverkoper Joost Baars en redacteur en essayist Daan Stoffelsen. Eerdere juryleden waren schrijver Fiep van Bodegom, letterkundige Femke Essink, journalist Theo Hakkert, schrijver Thomas Heerma van Voss, boekverkoper Marischka Verbeek, dichter Babs Gons, programmamaker Marieke de Groot, schrijver Sanneke van Hassel, recensent Dirk-Jan Arensman, criticus Bo van Houwelingen, schrijver Christine Otten, hoogleraar wiskunde, wetenschapsjournalist en columnist Ionica Smeets, hoogleraar en recensent Ronald Soetaert, schrijver en wetenschapper Ilse Josepha Lazeroms en schrijver en criticus Dieuwertje Mertens.
Het prijzengeld wordt bijeengebracht door crowdfunding. 
| Jaar | Prijzengeld  |
| ---- | ------------ |
| 2015 | 4867 euro    |
| 2016 | 4875,35 euro |
| 2017 | 5105,70 euro |
| 2018 | 7336 euro    |
| 2019 | 7683,44 euro |
| 2020 | geen prijs   |
| 2021 | 8774 euro    |
| 2022 | 5733,11 euro |
| 2023 | 5172 euro    |
| 2025 | 6049,45 euro |

## Ambassadeurs
In de aanloop naar de uitreiking van de J.M.A. Biesheuvelprijs komen er verschillende ambassadeurs van het korte verhaal aan het woord op de officiële website van de prijs. Zo verscheen er onder meer oorspronkelijk werk van Herman Koch, Gustaaf Peek, Thomas Heerma van Voss, A.H.J. Dautzenberg, Mensje van Keulen, Bart Chabot, Thomas Verbogt en Annelies Verbeke. 

## Winnaars
- 2015: Rob van Essen voor de verhalenbundel Hier wonen ook mensen (Atlas Contact)
- 2016: Marente de Moor voor haar bundel Gezellige verhalen (Querido)
- 2017: Maarten 't Hart voor De moeder van Ikabod (De Arbeiderspers). De winnaar heeft het prijzengeld voor komende edities beschikbaar gesteld.[3]
- 2018: Annelies Verbeke voor Halleluja (De Geus).[4]
- 2019: Maria Vlaar voor Diepe aarde (De Arbeiderspers)[5]
- 2020: Geen uitreiking wegens gebrek aan kwaliteit.[6]
- 2021: Mensje van Keulen voor haar bundel Ik moet u echt iets zeggen
- 2022: Hanna Bervoets voor haar bundel Een modern verlangen[7]
- 2023: Hedda Martens voor haar bundel Bij wijze van leven (Querido)[8]
- 2024: geen uitreiking, prijs is tweejaarlijks geworden[9]
- 2025: Julien Ignacio voor zijn bundel Goudjakhals (Uitgeverij Van Oorschot)[10]